# Olga Wladimirowna Podtschufarowa
Olga Wladimirowna Podtschufarowa (russisch Ольга Владимировна Подчуфарова; * 5. August 1992 in Moskau) ist eine ehemalige russische Biathletin.

## Werdegang
Olga Podtschufarowa bestritt ihre ersten internationalen Rennen im Rahmen der Sommerbiathlon-Weltmeisterschaften 2011 in Nové Město na Moravě, wo sie den Titel mit der Mixed-Staffel gewann, im Sprint als Viertplatzierte knapp eine Medaille verpasste und im darauf basierenden Verfolgungsrennen hinter Monika Hojnisz und vor Olga Galitsch Vizeweltmeisterin der Juniorinnen wurde. Bei den Juniorinnenrennen der Biathlon-Europameisterschaften 2012 in Osrblie verpasste sie erneut als Viertplatzierte des Sprints eine Medaille, trat im Verfolgungsrennen zudem nicht an. Es folgten die Sommerbiathlon-Weltmeisterschaften 2012 der Juniorinnen in Ufa. In Russland konnte sie alle drei möglichen Titel im Sprint, der Verfolgung und mit Olga Kalina, Alexei Kornew und Anton Babikow im Mixed-Staffelrennen. In Obertilliach verpasste Podtschufarowa bei den Biathlon-Juniorenweltmeisterschaften 2013 einzig als 12. des Einzels die Medaillenränge. Im Sprint musste sie sich Laura Dahlmeier geschlagen geben, die sie im Verfolgungsrennen hinter sich lassen konnte und Weltmeisterin wurde. Im Staffelrennen wurde sie Dritte.
Bei den Frauen gab Podtschufarowa ihr Debüt bei Rennen des IBU-Cup zum Auftakt der Saison 2012/13 in Idre, wo sie als 20. eines Sprints sogleich Punkte gewann. Nach ihren guten Ergebnissen bei den Juniorenweltmeisterschaften folgte das Debüt auch im Biathlon-Weltcup. In Sotschi verpasste sie als 58. eines Sprints noch die Punkteränge, in Chanty-Mansijsk gewann sie kurz darauf in einem Sprint als 30. und im Verfolgungsrennen als 26. erste Punkte. Mit ihren 26. Punkten war sie 74. der Gesamtwertung. Zum Beginn der Saison 2013/14 erreichte Podtschufarowa in Idre als Fünftplatzierte erstmals eine einstellige Platzierung im IBU-Cup, eine Woche später gewann sie in Beitostølen mit einem Einzel ihr erstes IBU-Cup-Rennen.
Bei den Olympischen Winterspielen 2014 erreichte sie im Einzel über 15 km den 49. Platz.

## Biathlon-Weltcup-Platzierungen
Die Tabelle zeigt alle Platzierungen (je nach Austragungsjahr einschließlich Olympische Spiele und Weltmeisterschaften).
- 1.–3. Platz: Anzahl der Podiumsplatzierungen
- Top 10: Anzahl der Platzierungen unter den ersten zehn (einschließlich Podium)
- Punkteränge: Anzahl der Platzierungen innerhalb der Punkteränge (einschließlich Podium und Top 10)
- Starts: Anzahl gelaufener Rennen in der jeweiligen Disziplin
- Staffel: inklusive Mixed- und Single-Mixed-Staffeln

| Platzierung          | Einzel | Sprint | Verfolgung | Massenstart | Staffel | Gesamt |
| -------------------- | ------ | ------ | ---------- | ----------- | ------- | ------ |
| 1. Platz             |        |        |            |             |         |        |
| 2. Platz             |        |        |            |             |         |        |
| 3. Platz             |        |        |            |             |         |        |
| Top 10               |        | 3      | 1          |             | 3       | 7      |
| Punkteränge          | 1      | 8      | 10         | 1           | 3       | 23     |
| Starts               | 4      | 13     | 10         | 1           | 3       | 31     |
| Stand: 22. März 2015 |        |        |            |             |         |        |